# Amanita ceciliae
Amanite impériale, Amanite étranglée, Amanite ceinturée
Espèce
Amanita ceciliae, l'Amanite impériale ou Amanite étranglée, est un champignon basidiomycète du genre Amanita et de la famille des Amanitaceae.

## Systématique
Le nom scientifique complet (avec auteur) de ce taxon est Amanita ceciliae (Berk. & Broome) Bas.
L'espèce a été initialement classée dans le genre Agaricus sous le basionyme Agaricus ceciliae Berk. & Broome.

### Synonymes
Amanita ceciliae a pour synonymes :
- Agaricus ceciliae Berk. & Broome
- Amanita ceciliae f. royeri (L.Maire) Courtec.
- Amanita inaurata Secr.
- Amanita inaurata Secr. ex Gillet
- Amanita inaurata f. royeri L.Maire
- Amanita strangulata (Fr.) Roze
- Amanita strangulata var. royeri (L.Maire) Contu
- Amanitopsis ceciliae (Berk. & Broome) Wasser
- Amanitopsis inaurata (Secr. ex Gillet) Fayod
- Amanitopsis inaurata (Secr.) Boud.
- Vaginata inaurata Secr.
- Vaginata inaurata Secr. ex A.H.Sm.

### Etymologie
Dédiée à Cecilia E. Berkeley, l'épouse de Miles Joseph Berkeley.

### Noms vulgaires et vernaculaires
Ce taxon porte en français les noms vernaculaires ou normalisés suivants : Amanite impériale,,, amanite étranglée.

## Galerie

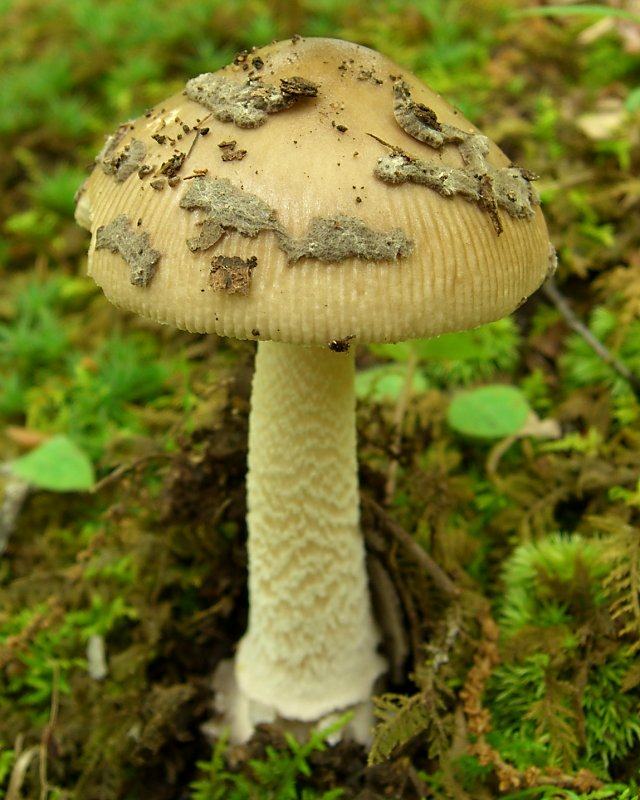
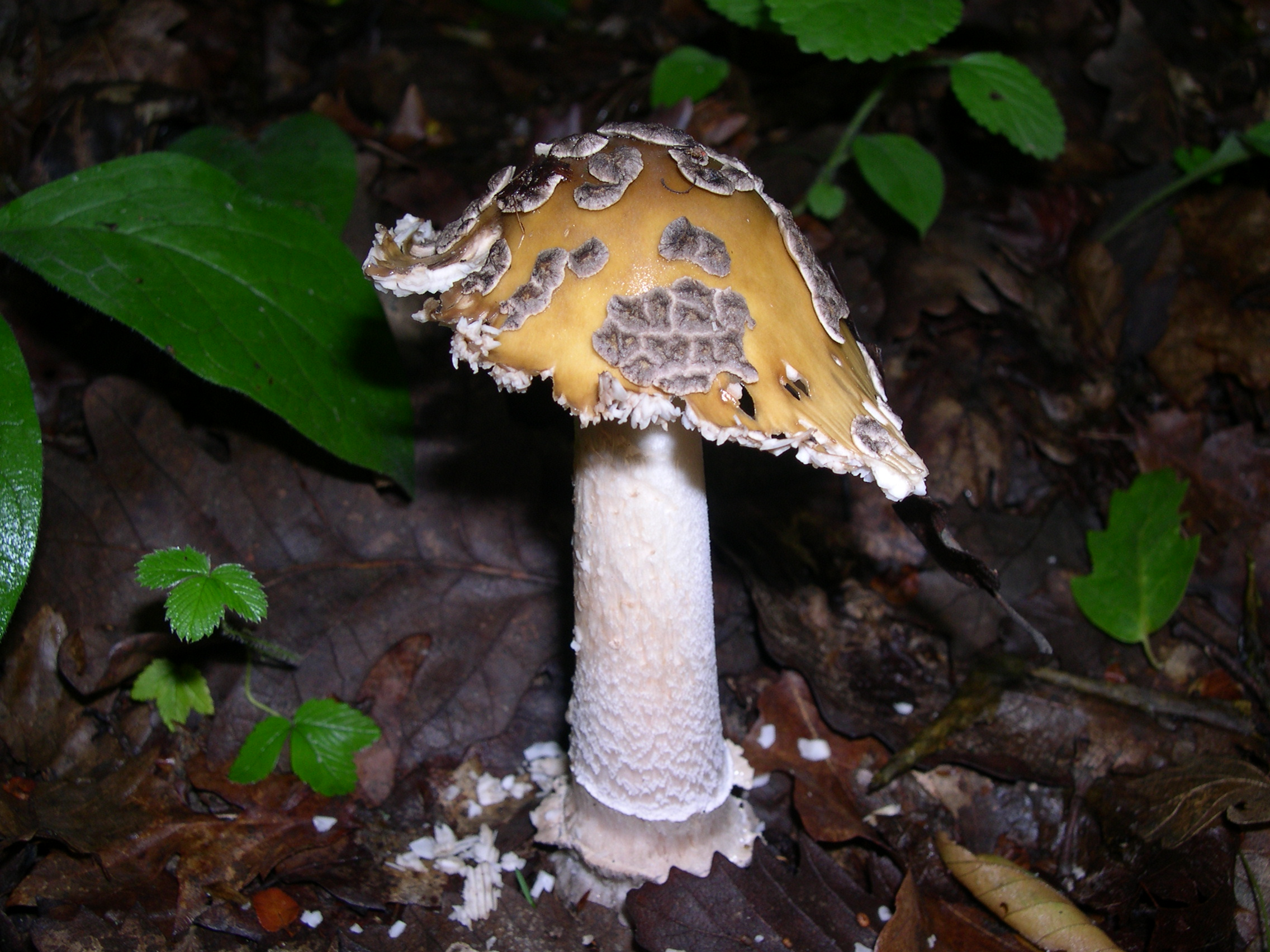
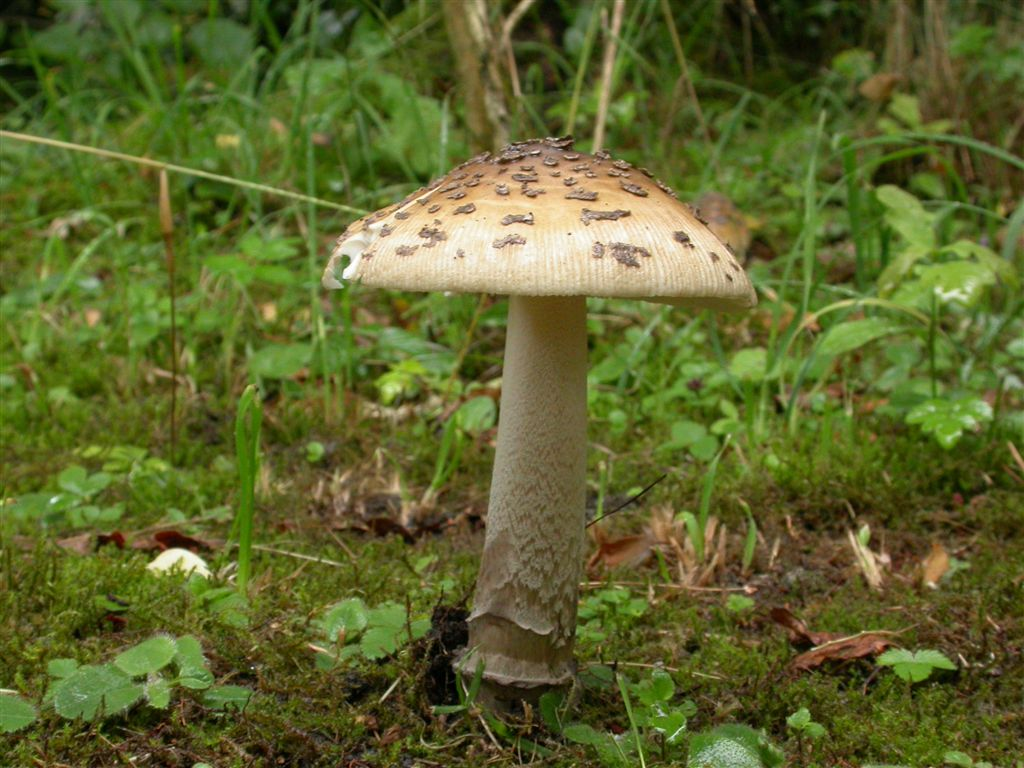
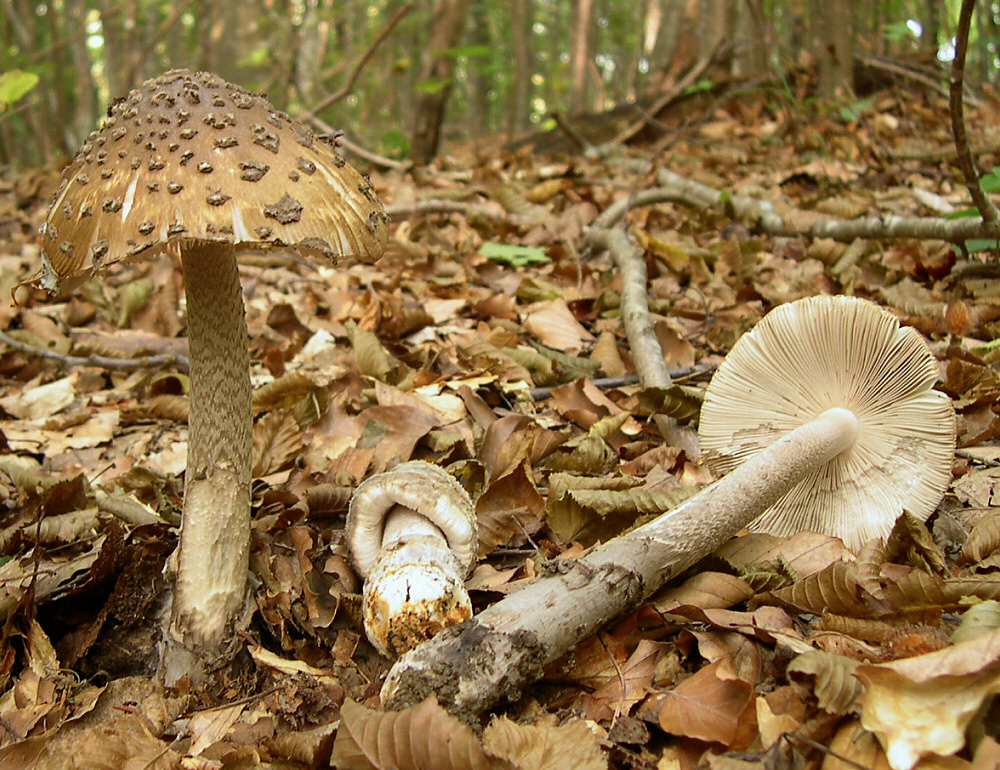
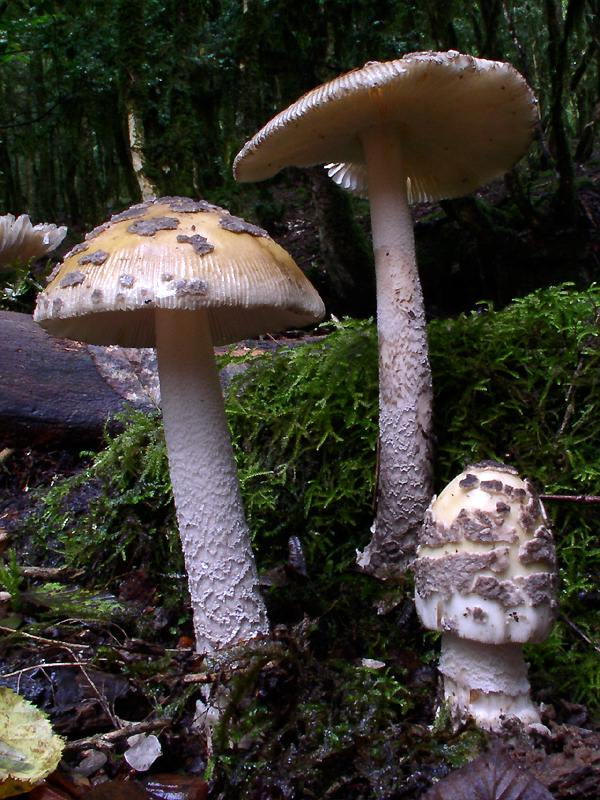

## Confusions possibles
- Amanita meridioceciliae